# Abtei Montmajour
Montmajour ist eine ehemalige Abtei im französischen Département Bouches-du-Rhône, einige Kilometer nordöstlich von Arles.

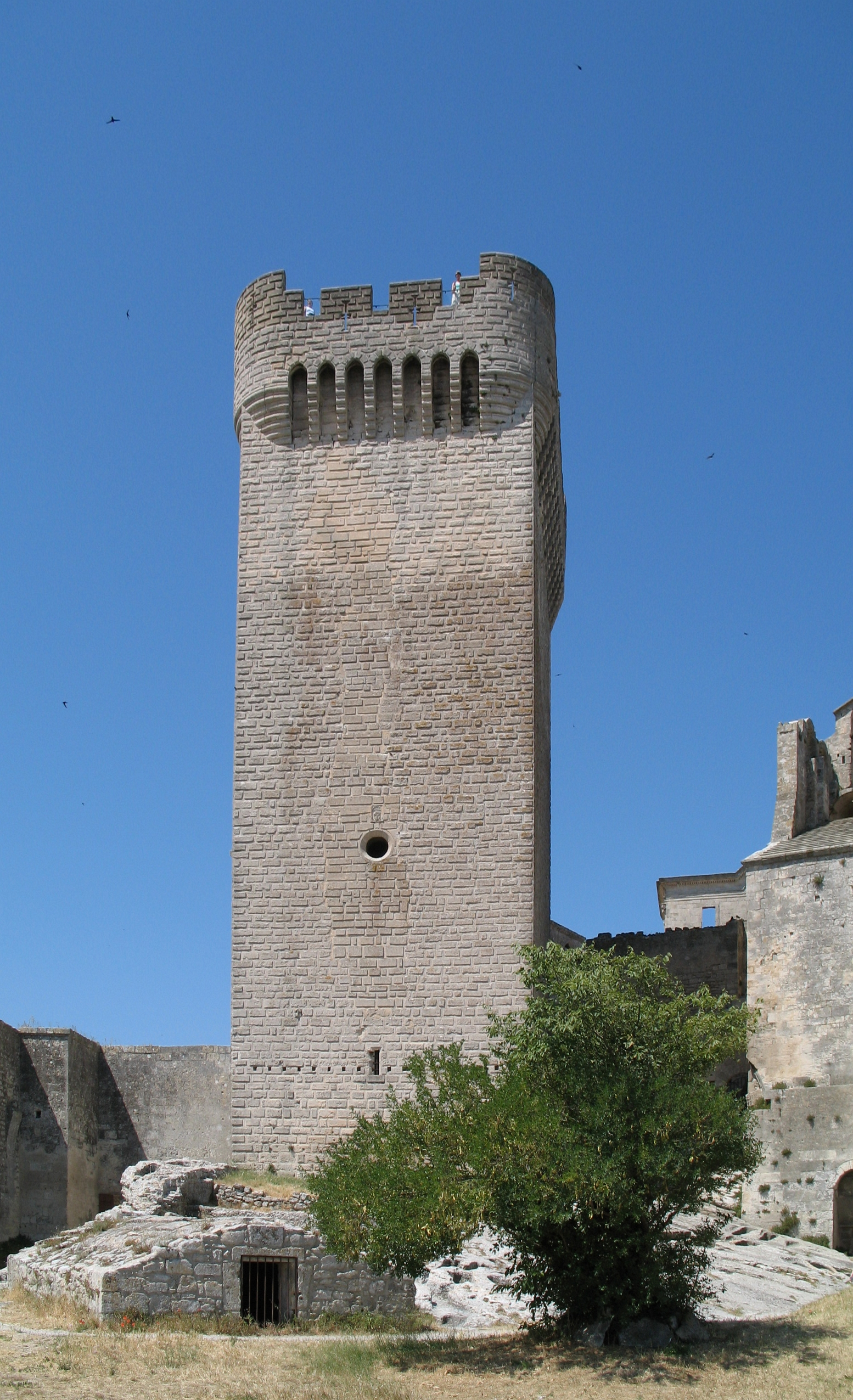
Wehrturm (Tour de l’Abbé oder Tour Pons de l’Orme)

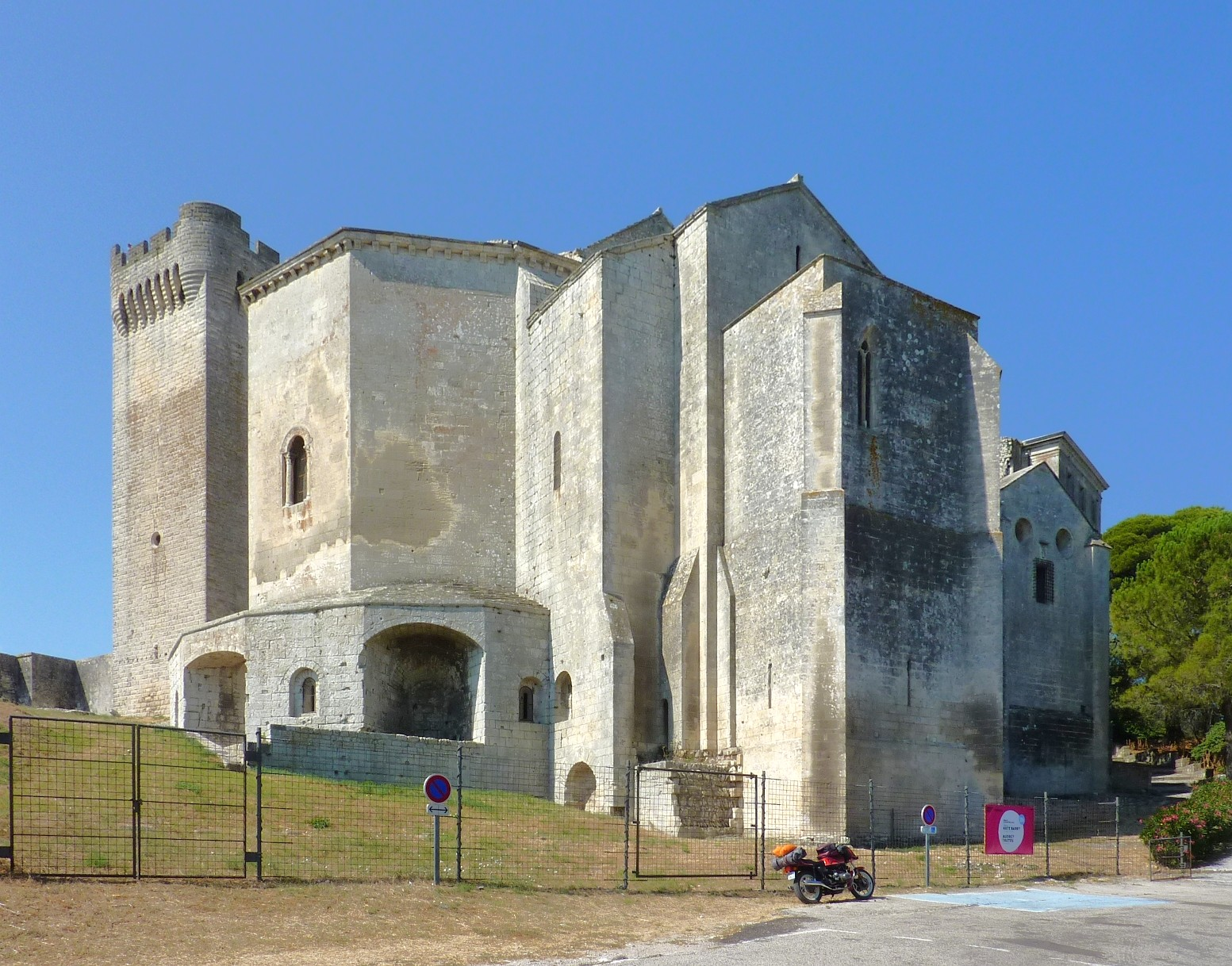
Gesamtansicht der Abtei

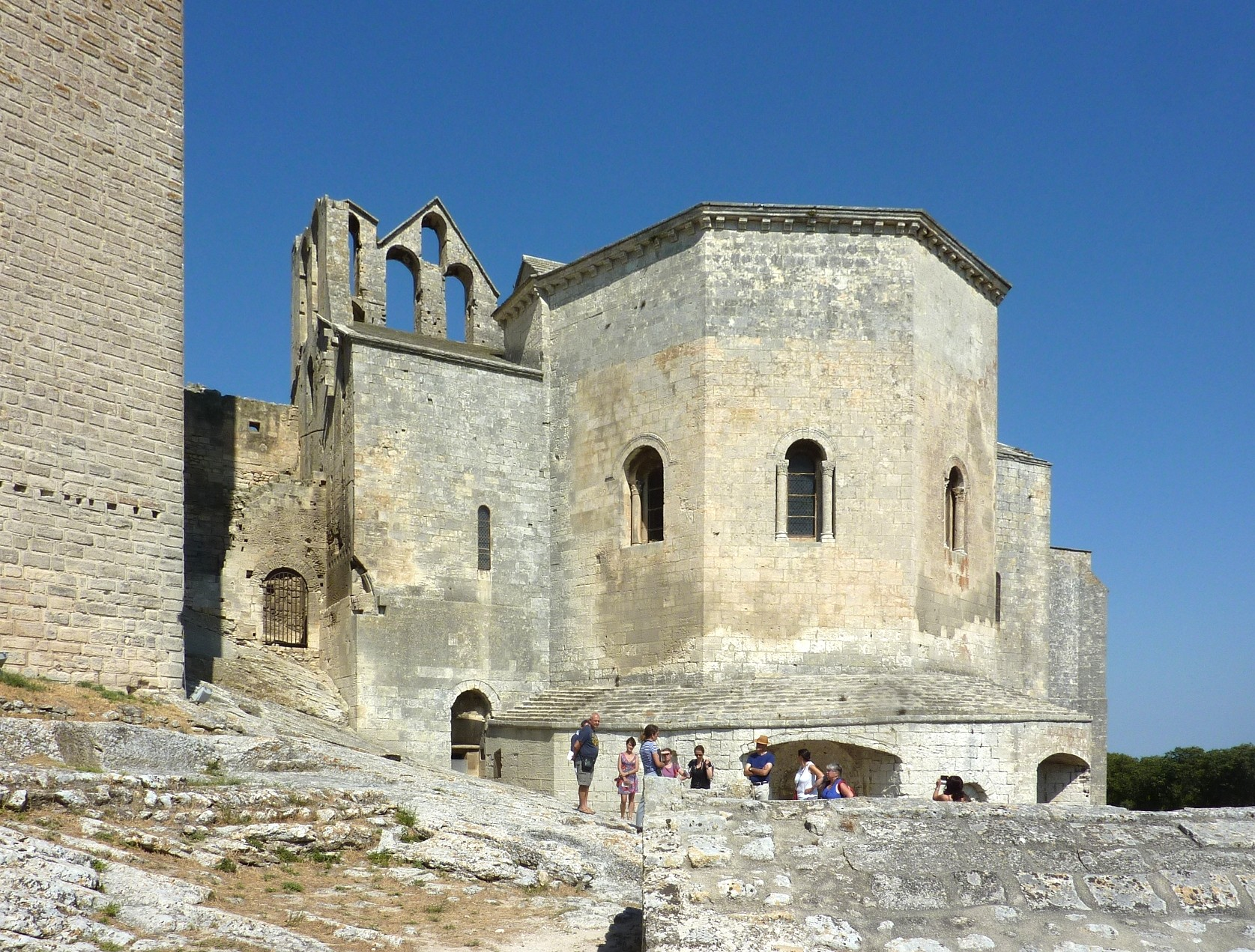
Chor der Abteikirche und darunter liegende Krypta

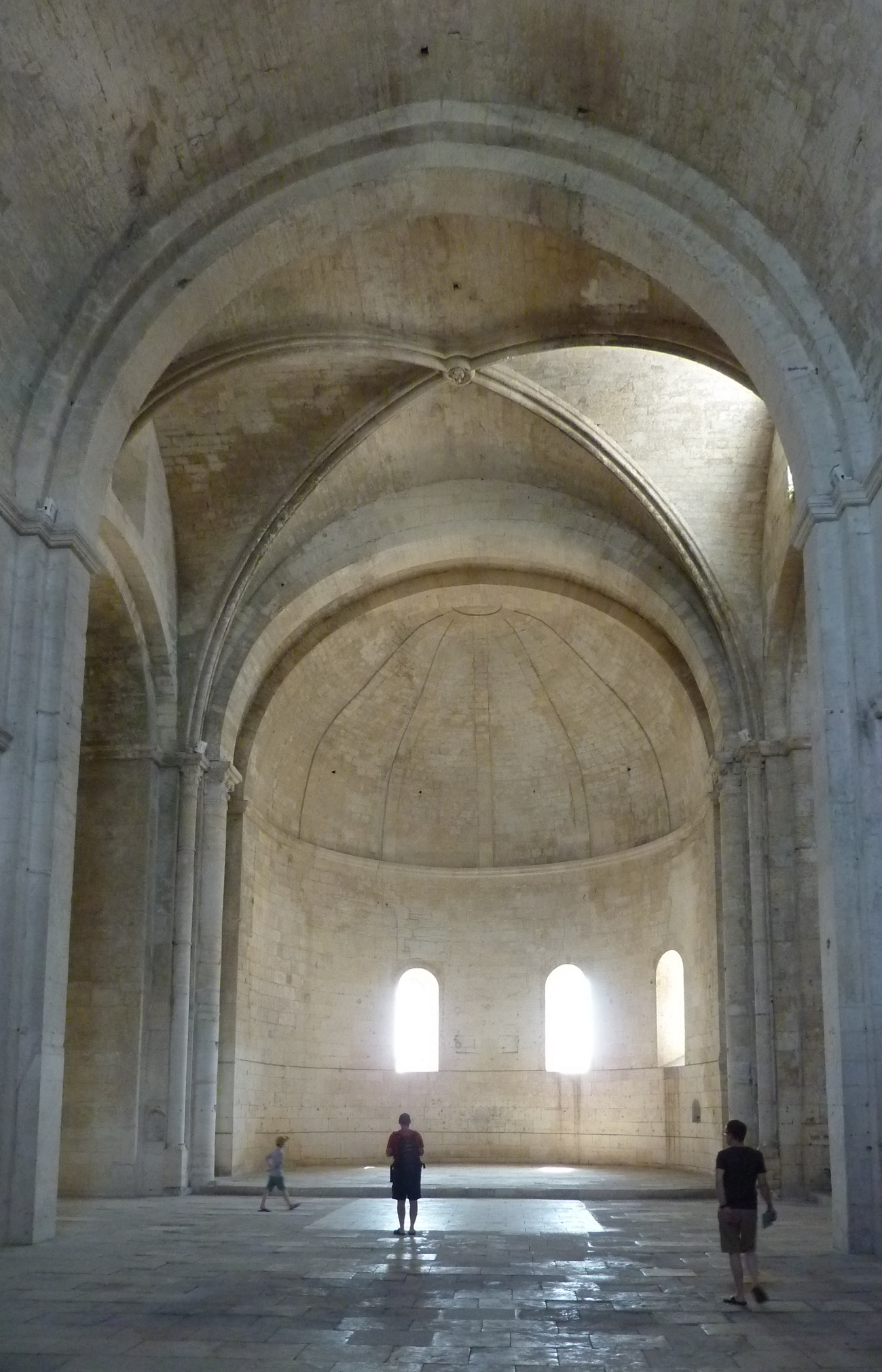
Inneres der Abteikirche, Blick Richtung Chor

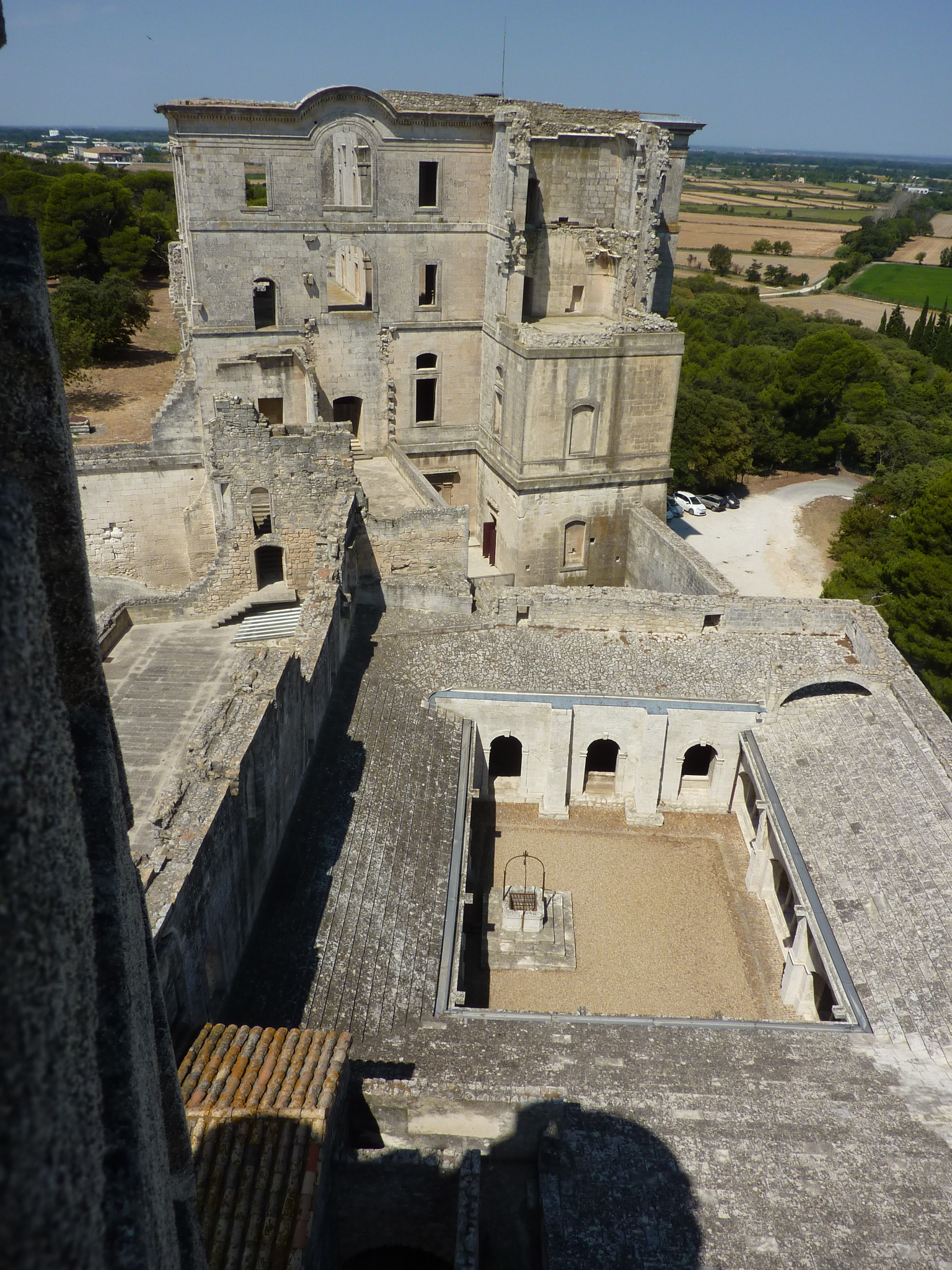
Blick auf den romanischen Kreuzgang und das Palais des Maurinerklosters aus dem 18. Jh.

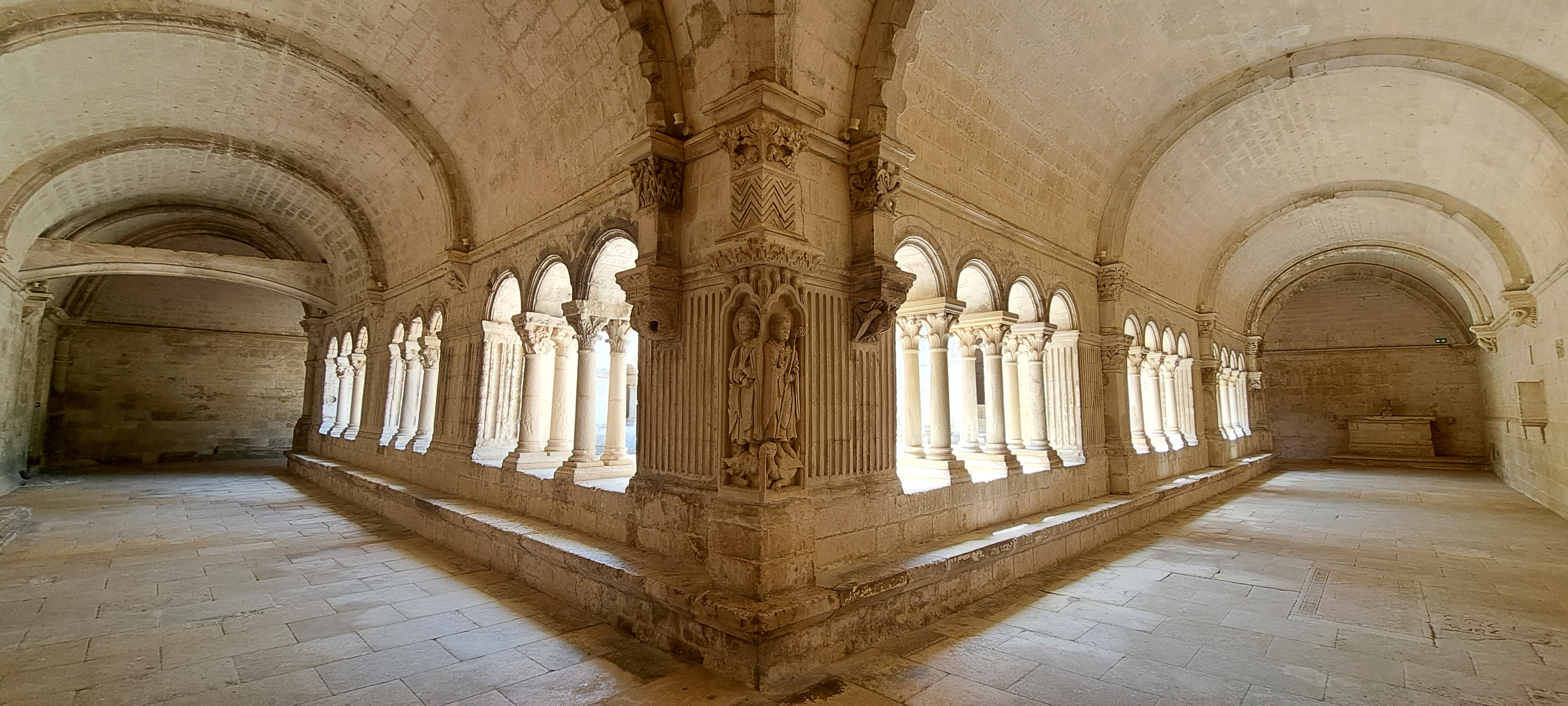
Der im Kern romanische Kreuzgang

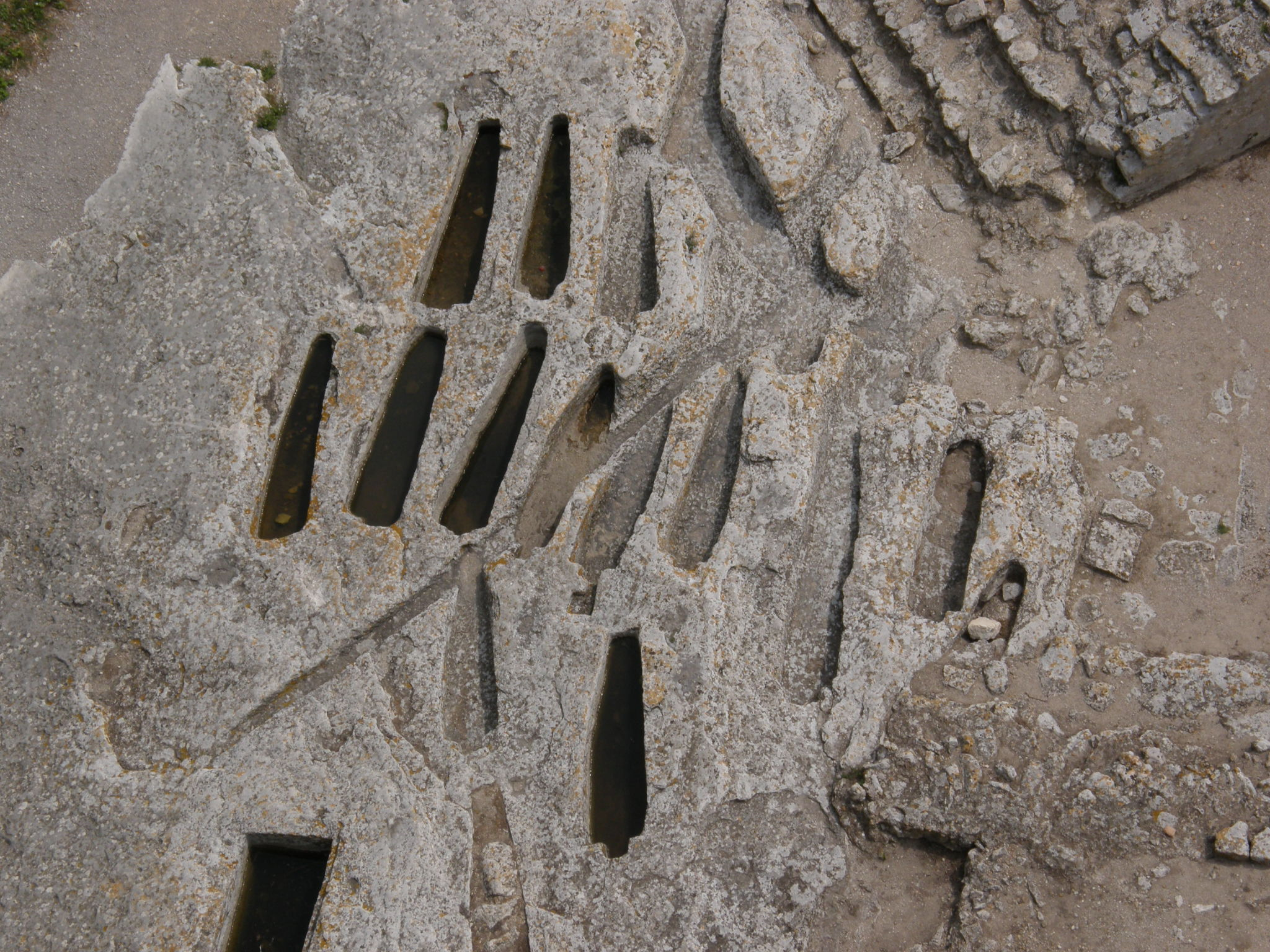
Felsgräber

## Geschichte
Montmajour entstand auf einer von Sumpf umgebenen felsigen Anhöhe, die von König Konrad III. dem Friedfertigen von Burgund (937–993) als öffentlicher Friedhof bestimmt worden war. Das Kapitel der Kirche St. Trophime in Arles verkaufte das Gelände 949 an eine Adelige.

### Benediktinerkloster
Benediktinermönche bauten dank einer Stiftung der Adligen zunächst die Ermitage Saint-Pierre, eine halb in den Felsen gehauene präromanische Kapelle. Der Bau von Saint-Pierre wurde 1016 begonnen. danach folgte der Bau einer Abteikirche.
In 1030 erhielt die Abtei das Recht, Ablass zu erteilen. In der Krypta der Abteikirche wurde die Reliquie des Wahren Kreuzes Christi verwahrt. Wegen der großen Zahl von Pilgern wurde im 12. Jahrhundert Sainte-Croix als Reliquienkapelle östlich der Klausur errichtet. Die Wallfahrten „Pardon de Montmajour“ fanden am 3. Mai statt, dem Tag der Kreuzauffindung. Die Einnahmen der Abtei wurden auch für die die Trockenlegung der umliegenden Sümpfe genutzt.
Im 11. Jahrhundert wurde die Abtei die Grablege der Grafen der Provence. Der spirituelle, politische und wirtschaftliche Einfluss der Abtei erstreckte sich Ende des 13. Jahrhunderts über bis zu 56 Prioreien von Grenoble (Isèretal) bis ans Mittelmeer. Während des Hundertjährigen Krieges wurde die Abtei mit einer Festungsmauer und Wehrturm befestigt.

### Maurinerkloster
In der Pariser Abtei Saint-Germain-des Pres entstand 1618 eine Reformbewegung, die auch die großen benediktinischen Klöster Frankreichs erfasste und die Kongregation von Saint-Maur gründete. Die aktive Kongregation von Saint-Maur sorgte für eine strikte Einhaltung der Benediktsregeln. Die Mauriner vertrieben die Benediktinermönche aus Montmajour, gründeten das Maurinerkloster Monastere Saint-Maur und ließen ein Palais im klassizistischen Stil errichten. Das Kloster wurde zu einem Zentrum geistlicher und wissenschaftlicher Arbeiten. Mit seiner monumentalen Architektur wirkte es imposant und wurde in der Gegend bald als Schloss der Mönche  bezeichnet. Es hob das Zentrum der neuen Kongregation besonders hervor. Für das liturgische Leben nutzten die Mauriner die mittelalterliche Abteikirche. Die neuen Klosterbauten wurden unter Leitung von Pierre Mignard von 1703 bis 1719 errichtet. Nach einem vernichtenden Brand leitete Jean-Baptiste Franque von 1726 bis 1728 die zweite Bauphase. Zwei weitere Bauabschnitte in 1747 und 1776 verliehen dem Kloster das endgültige Gepräge. Die Halsbandaffäre des Kardinals und Erzbischofs von Straßburg Louis de Rohan, der gleichzeitig Titularabt von Montmajour war, störte die Entwicklungen. König Ludwig XVI. ließ die Abtei 1786 schließen.

### Verfall und Denkmalschutz
Während der Revolution wurde das Kloster 1790 als Nationalgut verkauft, das Dach abgebaut und das Gemäuer als Steinbruch genutzt. Mehrfache Verkäufe der Anlage führten zu weiterem Verfall; der Maler Jean-Jacques Réattu (1760–1833) erwarb den Wachturm. 1840 wurde sie unter Denkmalschutz gestellt und ab 1862 restauriert. Seit 1945 ist sie Staatseigentum. Sie wurde 1994 teilweise restauriert.

## Gliederung der Anlage
- die Einsiedelei (11. Jahrhundert) mit der vorromanischen Kapelle Saint-Pierre, am Zugang ein Relief des Apostels Petrus
- die Grabstätten: in den Fels gehauene Gräber,
- der Wehrturm Pons de l’Orme (1369; 26 m hoch), auch Tour de l’Abbé genannt,
- die Abteikirche Notre-Dame (1140/50): Kirchenschiff in der Form des lateinischen Kreuzes, im Nordquerschiff die Kapelle Notre-Dame-la-Blanche mit Grabnischen (Abt Bertrand de Maussang, 14. Jahrhundert),
- die Krypta: am Querschiff und dem Chorumgang sieben Nischen für Messfeiern; Tonnengewölbe,
- die Reliquienkapelle Sainte-Croix, ca. 400 m östlich, provenzalische Romanik (12. Jahrhundert) mit dem Friedhof der Laien,
- der Kreuzgang (12. Jahrhundert) mit Seefahrergraffiti, zahlreichen Skulpturen und Grabstätten; die Kapitelle sind im Musée de l’Arles antique,
- das Torhaus, ursprünglicher Haupteingang des Klosters,
- der Speisesaal, teils in den Felsen gehauen mit Wendeltreppe zum Schlafsaal,
- der Kapitelsaal: Raum der täglichen Versammlungen, hier wurden Kapitel der Mönchsregeln verlesen,
- die Sakristei, im 15. Jahrhundert angefügt, Becken aus dem 18. Jahrhundert,
- der Saal der Archive (15. Jahrhundert)

Sehenswert sind die Gräber der provenzalischen Grafen im Kreuzgang
- Wilhelm II., † 1018, Graf von Provence,
- Gottfried I., † wohl 1061/62 und dessen Sohn, Graf von Arles, Markgraf von Provence,
- und des Abtes Jean Hugolin de Saint-Rémy, † 1430.

## Sonstiges
Für Besucher liegen informative Faltblätter in mehreren Sprachen bereit. Gastronomie und Parkplatz unmittelbar südlich der angrenzenden Landstraße D17.
Die Bibliothek des Maurinerklosters verfügte 1739 über 2346, in 1790 über 4600 Titel.
Von Montmajour aus wurde im 10. Jahrhundert weiter nördlich, in der Montagnette zwischen Tarascon und Avignon das Kloster Saint-Michel-de-Frigolet gegründet, nachdem Mönche aus Montmajour aus gesundheitlichen Gründen die Sümpfe um ihr Mutterkloster verlassen mussten und in die wesentlich angenehmere Umgebung umgezogen waren.
Die Abtei stellte in dem Film Der Löwe im Winter von 1968 als Kulisse die „Burg Chinon“ da, da die echte Burg Chinon zu diesem Zeitpunkt stark verfallen war. Im Kriminalroman „Dunkles Arles“ von Cay Rademacher (Dumont Verlag Köln 2018, S. 190 ff) spielt die Abtei eine bedeutende Rolle.
In den Innenräumen findet jeden Sommer das Fotofestival Recontres de la photographie d'Arles im Rahmen der Rencontres d’Arles statt.
Das Gebäude ist namensgebend für das im September 2013 in Amsterdam „wiederentdeckte“ Gemälde Sonnenuntergang bei Montmajour von Vincent van Gogh, auf dem die Ruine der Abtei im Hintergrund abgebildet ist.